# Doulounet
Le Doulounet est une  rivière du sud-ouest de la France, affluent du Doulou donc sous-affluent de la Garonne par le Lot.

## Géographie
De 11,5 km de longueur, le Doulounet prend sa source dans le département de la Lozère commune Les Salces et se jette dans le Doulou en rive droite sur la commune de Saint-Germain-du-Teil.

### Départements et communes traversées
- Lozère :  Les Salces, Les Hermaux, Saint-Germain-du-Teil.

## Principaux affluents
- Ruisseau du Taillat : 6,7 km
- Ruisseau de la Fabriguette : 2 km
- Ruisseau des Tronquettes : 2,2 km